# Necro Facility
Necro Facility är en svensk, elektronisk musikgrupp grundad i Degerfors 2001. Gruppen består av Henrik Bäckström (sång, lyrik) och Oscar Holter (musik). Bandet har tydliga influenser i industrisynthen och särskilt band som till exempel Skinny Puppy, Front Line Assembly och Front 242, och inom till exempel postpunken, men har även angett band som Meshuggah och Tool som influenser till deras album The Room (2007).
Necro Facility har bl.a. spelat på Arvikafestivalen 2005 och 2007 och den tyska festivalen M'era Luna Festival 2007.

## Diskografi

### Fullängdsalbum ochEP
- 2013 – Waste
- 2011 – Wintermute
- 2007 – The Room
- 2005 – The Black Paintings